# La Chaussée (Seine-Maritime)
La Chaussée je francouzská obec v departementu Seine-Maritime v regionu Normandie. Žije zde 553 obyvatel.

## Poloha obce

### Sousední obce
| Růžice kompasu | Anneville-sur-Scie | Aubermesnil-Beaumais | Le Bois-Robert         | Růžice kompasu |
| Růžice kompasu | Crosville-sur-Scie | Sever                | La Chapelle-du-Bourgay | Růžice kompasu |
| Růžice kompasu | Crosville-sur-Scie | La Chaussée          | La Chapelle-du-Bourgay | Růžice kompasu |
| Růžice kompasu | Crosville-sur-Scie | Jih                  | La Chapelle-du-Bourgay | Růžice kompasu |
| Růžice kompasu | Dénestanville      | Longueville-sur-Scie | Sainte-Foy             | Růžice kompasu |